# Burgstall Auburg
Der Burgstall Auburg ist eine abgegangene Wasserburg 250 Meter südöstlich des Gemeindeteils Auburg bei 320 m ü. NN der Gemeinde Barbing im Oberpfälzer Landkreis Regensburg in Bayern. Die Anlage ist unter der Aktennummer D-3-75-117-4 als Baudenkmal verzeichnet und wird zudem als Bodendenkmal unter der Aktennummer D-3-6939-0016 als „mittelalterlicher Burgstall“ geführt.

## Beschreibung

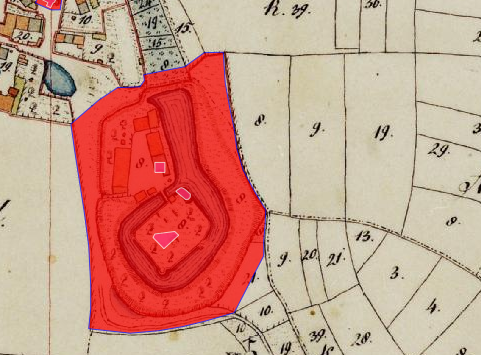
Lageplan des Burgstalls Auburg auf dem Urkataster von Bayern

Bei der ehemaligen Burganlage handelte es sich um eine Weiherhausanlage mit  Wassergraben  und zwei fast rechteckigen Beringen mit einer profanierten Burgkapelle Sankt Oswald aus dem frühen 17. Jahrhundert. Der heutige Burgstall ist ein Bodendenkmal und zeigt neben der Kapelle nur wenige obertägige Reste des Bergfriedes.

## Geschichte
Die Wasserburg, von der nur wenige Daten vorliegen, wurde von den Herren von Aue erbaut und in der ersten Hälfte des 13. Jahrhunderts erwähnt. 1430 wird die Burg als „neuen Feste“ erwähnt und 1634 im Dreißigjährigen Krieg durch schwedische Truppen zerstört. Als weitere Besitzer der Burg werden das Hochstift Regensburg, Molitor und die Familie Eberl genannt. Die Ruinen blieben weitgehend erhalten, erst 1958 wurden sie im Bereich des Bergfrieds größtenteils eingeebnet.
Die ehemalige Burgkapelle wurde bis 2016 von der Familie Gerl in Stand gesetzt. Sie erhielt dafür im Juni 2017 die Denkmalschutzmedaille des Freistaats Bayern.